# Noritaka Hidaka
Noritaka Hidaka (Tokyo, 29 maggio 1947) è un ex calciatore giapponese, di ruolo attaccante.

## Statistiche

### Presenze e reti nei club
| Stagione | Squadra      | Campionato | Campionato | Campionato |
| Stagione | Squadra      | Comp       | Pres       | Reti       |
| -------- | ------------ | ---------- | ---------- | ---------- |
| 1971     | Nippon Steel | JSL        | ?          | 7          |
| 1972     | Nippon Steel | JSL1       | ?          | 5          |
| 1973     | Nippon Steel | JSL1       | ?          | 7          |
| 1974     | Nippon Steel | JSL1       | ?          | 9          |
| 1975     | Nippon Steel | JSL1       | ?          | 9          |
| 1976     | Nippon Steel | JSL1       | ?          | 10         |
| 1977     | Nippon Steel | JSL1       | ?          | 3          |
|          | Totale       |            | 114        | 50         |